# Ventaja específica de empresa
Ventaja específica de empresa (VEE) es un concepto utilizado en administración y dirección de empresas y en economía internacional para hacer referencia a una capacidad que posee una empresa determinada de forma exclusiva. Estas capacidades se derivan de activos propiedad de la empresa como la tecnología, la imagen de marca, la logística y el conocimiento acumulado en el seno de la organización.
Junto con las ventajas específicas de país, son uno de los bloques que componen la ventaja competitiva de cualquier empresa, representada en la matriz VEE-VEP.